# 행복한 방황
행복한 방황(The Romantic Englishwoman)은 프랑스에서 제작된 조셉 로지 감독의 1975년 코미디, 드라마 영화이다. 글렌다 잭슨 등이 주연으로 출연하였고 다니엘 M. 앤젤 등이 제작에 참여하였다.

## 출연

### 주연
- 글렌다 잭슨
- 마이클 케인
- 헬무트 베르거

### 조연
- 마셀 론데일
- 베아트리스 로망
- 케이트 넬리건

## 제작진
- 원작자: 토머스 와이즈먼
- 협력프로듀서: 리처드 F. 달튼
- 미술: 리처드 맥도널드
- 의상: 루스 마이어스
- 의상: 엘사 페넬